# هشام قنيفي
هشام قنيفي (توفي 7 يونيو 1994) هو تقني جزائري راحل، عمل بالإذاعة الوطنية، واغتيل رميًا بالرصاص في باش جراح.